# Atenea Area
En la mitología griega, Area es un sobrenombre de Atenea. Significaba «buena, sólida, eficaz».
Según Pausanias, en Platea había un santuario de Atenea Area, construido con los despojos que los atenenienses dieron a los plateenses de la batalla de Maratón. Según la obra de Plutarco, eran de la batalla de Platea. La imagen era de madera dorada; y el rostro, los pies y las manos, de mármol pentélico.